# AMD Turion 64 X2
Turion 64 X2 ist die am 17. Mai 2006 von AMD offiziell vorgestellte neue Mikroprozessor-Familie mit zwei Prozessorkernen. Wie sein Pendant mit einem Kern, der Turion 64, ist er besonders für den stromsparenden Betrieb in Notebooks optimiert.

## Technik
Entgegen seinem Vorgänger ist der Turion 64 X2 ein Derivat der Athlon-64-X2-CPU und besitzt somit auch zwei Kerne (Dual-Core). Aufgrund dieser Verwandtschaft besitzt er ebenfalls einen Dual-Channel-Speichercontroller mit Unterstützung für DDR-2/667-Speicher. Wegen dieser Änderungen kommt nun der Sockel S1 statt des Sockels 754 zum Einsatz. Der HyperTransport-Link wird ebenfalls mit 800 MHz getaktet. Die ersten CPUs wurden in 90 nm gefertigt, neuere basieren auf 65-nm-Technologie.

## Bezeichnungsschema
Das verwendete Bezeichnungsschema wurde beibehalten und orientiert sich wie bisher primär am maximalen Stromverbrauch und an der Rechenleistung. Um den Turion 64 X2 vom Turion 64 unterscheiden zu können, wurde das neue Kürzel TL eingeführt. Auch der Turion 64 ist wieder mit unterschiedlichen L2-Cache-Größen verfügbar. Das TL steht für die Verlustleistung. Je höher der Buchstabe im Alphabet, desto geringer ist sie. Übliche Bezeichnungen sind TK und TL, wobei TL für den mobilen Einsatz besser geeignet ist.

## Marketing
AMD positioniert das offiziell als Turion 64 X2 Mobile Technology bezeichnete Marketing-Konzept gegen das des Centrino Duo von Intel. Im Gegensatz zu Intel bindet AMD den Gebrauch des Markennamens aber nicht an die Verwendung bestimmter, vornehmlich hauseigener Chipsätze, sondern überlässt den Herstellern die Auswahl der Komponenten.

## Zukunft
Als Nachfolger für die Turion-64-X2-Prozessoren hat AMD die neuen Prozessoren unter dem Namen Turion X2 und Turion X2 Ultra vorgestellt, die auf die neue AMD-Notebookplattform „Puma“ kommen. Die neuen Prozessoren wurden unter dem Codenamen „Griffin“ entwickelt und stellen einen Hybriden zwischen der K9- und der K10-Generation dar.

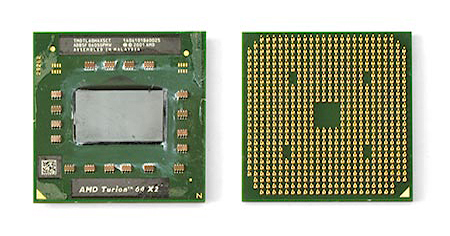
Turion 64 X2 (Ansicht von unten und oben)

## Modelldaten Sockel S1
Alle Prozessoren für den Sockel S1 besitzen einen Speichercontroller mit zwei Kanälen (128 Bit, Dual-Channel-Betrieb) für DDR2-SDRAM.

### Taylor

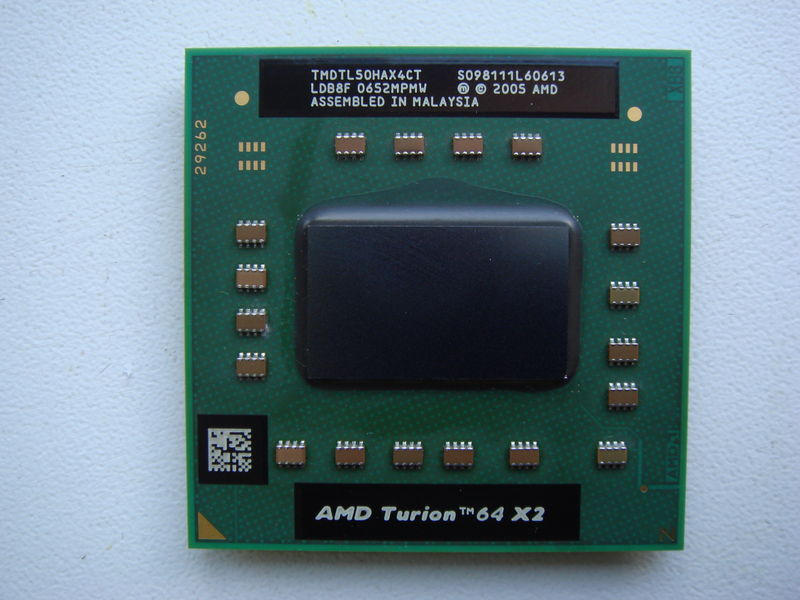
Turion 64 X2 Taylor TL-50

Doppelkernprozessor (Dual-Core)
- Revision F2
- L1-Cache: je Kern 64 + 64 KiB (Daten + Instruktionen)
- L2-Cache: je Kern 256 KiB mit Prozessortakt
- MMX, Extended 3DNow!, SSE, SSE2, SSE3, AMD64, PowerNow!, NX-Bit, AMD-V
- Sockel S1, HyperTransport mit 800 MHz (HT1600)
- Betriebsspannung (VCore): 0,8–1,1 V
- Leistungsaufnahme (TDP): 31 W
- Erscheinungsdatum: 17. Mai 2006
- Fertigungstechnik: 90 nm (SOI)
- Die-Größe: 183 mm² bei 153,8 Millionen Transistoren
- Taktfrequenz: 1.600 MHz
  - TL-50: 1.600 MHz

### Trinidad
Doppelkernprozessor (Dual-Core)
- Revision F2
- L1-Cache: je Kern 64 + 64 KiB (Daten + Instruktionen)
- L2-Cache: je Kern 512 KiB mit Prozessortakt
- MMX, Extended 3DNow!, SSE, SSE2, SSE3, AMD64, PowerNow!, NX-Bit, AMD-V
- Sockel S1, HyperTransport mit 800 MHz (HT1600)
- Betriebsspannung (VCore): 0,8–1,1 V
- Leistungsaufnahme (TDP): 31–35 W
- Erscheinungsdatum: 17. Mai 2006
- Fertigungstechnik: 90 nm (SOI)
- Die-Größe: 183 mm² bei 153,8 Millionen Transistoren
- Taktfrequenzen: 1.600–2.200 MHz
  - TL-52: 1.600 MHz (31 W TDP)
  - TL-56: 1.800 MHz (33 W TDP)
  - TL-60: 2.000 MHz (35 W TDP)
  - TL-64: 2.200 MHz (35 W TDP)

### Tyler

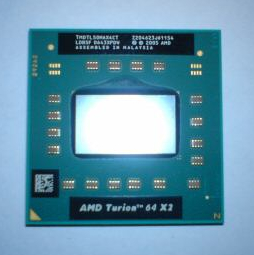
Turion 64 X2 Tyler TL-58

Doppelkernprozessor (Dual-Core)
- Revision G1/G2
- L1-Cache: je Kern 64 + 64 KiB (Daten + Instruktionen)
- L2-Cache: je Kern 512 KiB mit Prozessortakt
- MMX, Extended 3DNow!, SSE, SSE2, SSE3, AMD64, PowerNow!, NX-Bit, AMD-V
- Sockel S1, HyperTransport mit 800 MHz (HT1600)
- Betriebsspannung (VCore): 0,8–1,1 V
- Leistungsaufnahme (TDP): 31–35 W
- Erscheinungsdatum: 4. Mai 2007
- Fertigungstechnik: 65 nm (SOI)
- Taktfrequenzen: 1.700–2.400 MHz
  - 31 W TDP:
    - TL-53: 1.700 MHz
    - TL-56: 1.800 MHz
    - TL-58: 1.900 MHz
    - TL-60: 2.000 MHz

  - 35 W TDP:
    - TL-62: 2.100 MHz
    - TL-64: 2.200 MHz
    - TL-66: 2.300 MHz
    - TL-68: 2.400 MHz